# Ahnif
Ahnif ou Hanif est une commune de la wilaya de Bouira dans la région de la Kabylie en Algérie.

## Géographie
Ahnif est située à 40 km à l'est de Tubiret, chef-lieu de la wilaya.
| El Adjiba             | Imcheddalen                           | Imcheddalen                                      |
| El Adjiba, Ath Rached | Ahnif                                 | Ath Mansour                                      |
| Ath Rached            | Haraza (Wilaya de Bordj Bou Arreridj) | Ouled Sidi Brahim (Wilaya de Bordj Bou Arreridj) |

### Les villages de la commune d'Ahnif
Ahnif, Tamellaht, Tiqsraï, Ighil n At Σmer, Ighil nath rayou, Tameziavt, Ighzer Umeziav, Bourmel, Tikremtath, Iɣrem, Ahemam, Douba, Aqsim Cheikh el aft.

## Histoire
Les habitants d'Ahnif, plus précisément les habitants des villages de Tiksrai, Ighil n'ait Rayou, Bourmel, Ighil n'ait Ameur, Tameziaft, Ighzer Umeziav (une petite partie d'Ahnif-centre appelée La Gare et de la commune d'El Adjiba) sont pour la plupart des gens qui habitaient dans la région maintenant délaissée, de Tamellaht (taddart n lmelh) qui est une localité avec une grande quantité de gisements de sel qui furent exploités par les villageois de Tammellaht d'où ils tiraient leur richesse.
Les habitants d'Ahnif ont vécu sous la menace terroriste pendant longtemps (jusqu’à aujourd’hui même si les terroristes sont vraiment beaucoup moins nombreux qu'il y a une dizaine d'années), car elle était une localité assez séduisante pour les terroristes qui y trouve de vastes forêts et montagnes pour s'y cacher, ce qui a fait fuir certains habitants vers la ville, notamment Alger.
La commune d'Ahnif était classée zone rouge (zone interdite) vu la difficulté qu'a connue l'armée française pour pénétrer ces forêts alors après avoir déserté la région en 1957. Sa population réfugie à l'agar et à aladjba dont la plupart se sont jamais retourné à Tamelaht. Très active durant la guerre de libération nationale, chacun de ses villages a eu beaucoup de martyrs. 4 cimetières de Chouhadas parsèment la commune.

## Ressources agricoles
C'est une région assez vaste et désertique avec de grandes forêts, de plaines et de montagnes. La région est riche en oliviers et les récoltes se font en grande quantité. Les figues de barbarie (karmoss) ainsi que les figues (Tivakhsisin) et les grenadines sont aussi assez cultivées, en raison de l'avantage du climat. Cependant ces ressources sont souvent détruites la nuit par les animaux sauvages et particulièrement le sanglier.

## Transports
Ahnif est traversé par l'autoroute Est-Ouest, actuellement en construction et qui partira d'Ahnif à Béjaïa, ce qui faciliterait le déplacement des habitants d'Ahnif vers la capitale des Hammadites, avec leurs plages notamment Tichy qui rencontre un grand succès pour les jeunes d'Ahnif qui s'y rendent souvent en été, mais aussi pour les habitants de Bordj Bou Arreridj qui est une wilaya voisine ainsi que Sétif qui pourront rejoindre Béjaïa en arrivant de l'autoroute est ouest sur Ahnif et pouvoir raccrocher jusqu'à Béjaïa.

## Personnalités
Le chanteur Salah Sadaoui est originaire de cette commune d'Ahnif.